# Ragnarok (Týr album)
 For alternative betydninger, se Ragnarok (flertydig). (Se også artikler, som begynder med Ragnarok)
Ragnarok er det tredje studiealbum fra det færøske viking folkmetal band Týr. Det blev udgivet d. 22. september 2006 på Napalm Records.
Sangene på albummet bliver sunget på både færøsk og engelsk. Coveret er designet af Jan Yrlund.

## Track listing
1. "The Beginning" - 5:07
2. "The Hammer of Thor" - 6:39
3. "Envy" - 1:10
4. "Brother's Bane" - 5:00
5. "The Burning" - 1:56
6. "The Ride to Hel" - 6:12
7. "Torsteins Kvæði" - 4:55
8. "Grímur á Miðalnesi" - 0:56
9. "Wings of Time" - 6:25
10. "The Rage of the Skullgaffer" - 2:01
11. "The Hunt" - 5:47
12. "Victory" - 0:58
13. "Lord of Lies" - 6:03
14. "Gjallarhornið" - 0:27
15. "Ragnarok" - 6:32
16. "The End" - 0:37
17. "Valkyries Flight" - 2:03 (Bonusnummer på Digipack)
18. "Valhalla" - 5:03 (Bonusnummer på Digipack)

## Personel
- Heri Joensen – vokal, guitar
- Terji Skibenæs – guitar
- Gunnar H. Thomsen – bas
- Kári Streymoy – trommer